# 삼칠
삼칠(三七)은 두릅나무과 인삼속에 속하는 여러해살이풀이다. 삼칠초(三七草), 삼칠자(三七仔), 삼칠초(參漆草), 삼삼칠(蔘三七), 전칠(田七), 토삼칠(土三七), 혈산초(血山草), 육월림(六月淋), 갈자초(蠍子草), 산칠(山漆), 전칠(田漆), 전칠삼이라고도 한다.

## 같이 보기
- 인삼
- 고려인삼
- 화기삼